# 1509 w polityce

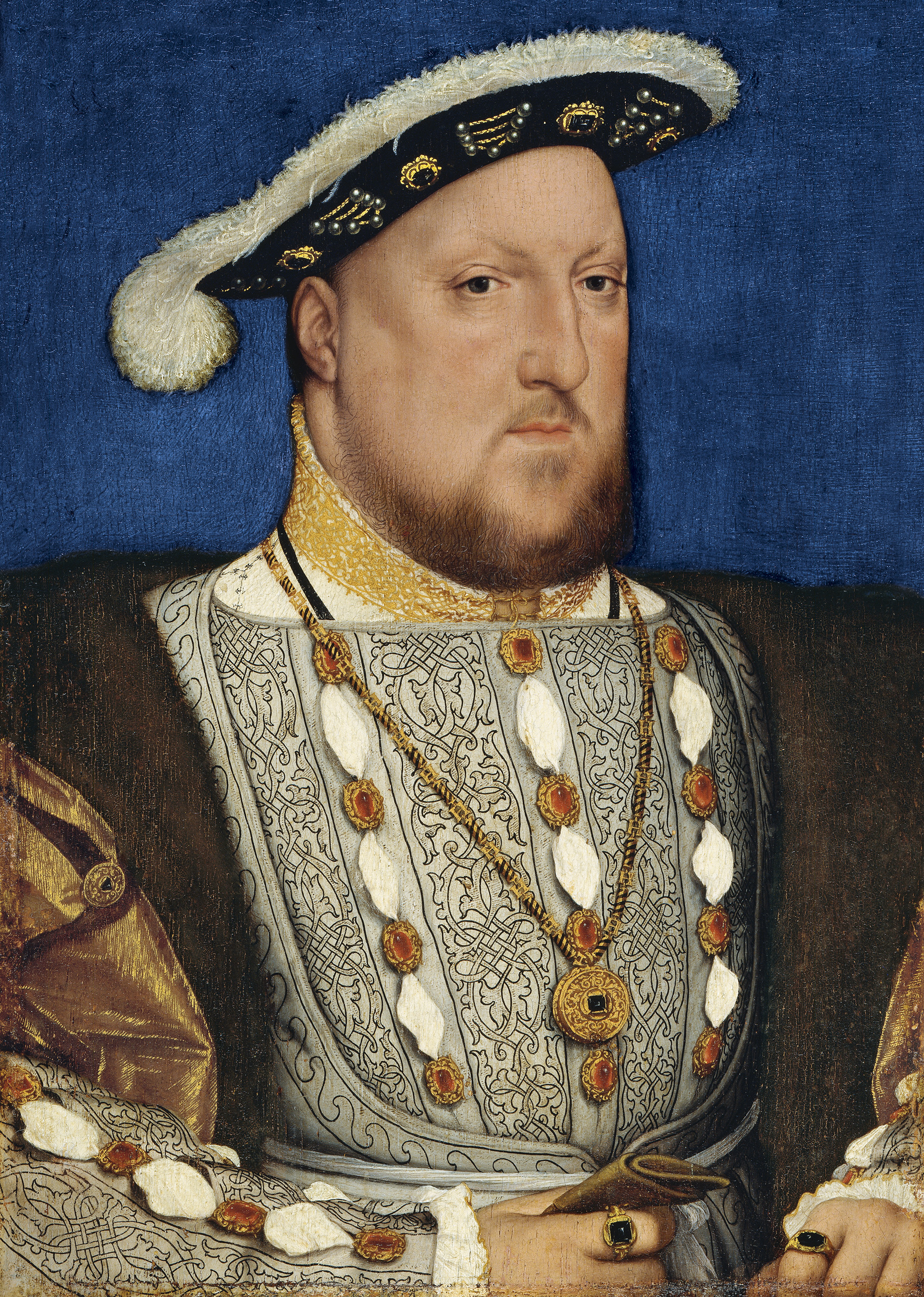
Hans Holbein Młodszy, portret Henryka VIII Tudora

Wydarzenia polityczne w 1509 roku.

## Wydarzenia
- Henryk VIII Tudor zostaje królem Anglii[1].

## Urodzili się
- 23 kwietnia Alfons, syn króla Manuela I Szczęśliwego[2], kardynał.
- Johann Ludwig Brassicanus, prawnik, doradca Habsburgów[3].

## Zmarli
- 3 marca Melchior von Meckau, niemiecki kardynał[4].
- 21 kwietnia Henryk VII, król Anglii, założyciel dynastii Tudorów[5].
- 28 maja Katarzyna Sforza, włoska arystokratka[6].
- 15 lipca João da Nova, hiszpański odkrywca w służbie portugalskiej[7].
- Annabella, córka Jakuba I, króla Szkocji[8].
- Jan I nawrócony na chrześcijaństwo przez Portugalczyków władca Konga[9].